# Maarten van den Toorn
Maarten Cornelis van den Toorn (Rotterdam, 4 januari 1929 – Nijmegen, 23 november 2017) was een Nederlands taalwetenschapper, die publiceerde als M.C. van den Toorn.
Van den Toorn studeerde aan de Rijksuniversiteit Leiden en promoveerde in 1955 op het proefschrift Ethics and moral in Icelandic saga literature, over IJslandse letterkunde. Hij was lector aan de Universiteit van Münster en enige tijd docent Nederlands aan Het Nieuwe Lyceum in Hilversum. In 1965 werd hij medewerker aan de Rijksuniversiteit Utrecht, sinds 1972 als lector in de moderne taalkunde van het Nederlands. Vanaf 1974 was hij hoogleraar aan de Katholieke Universiteit Nijmegen.
Bij zijn emeritaat in 1992 werd hij opgevolgd door Anneke Neijt. Daarna had Van den Toorn als voorzitter van de spellingswerkgroep van de Nederlandse Taalunie een belangrijk aandeel in de spellingswijzigingen van 1996 en 2006.

## Publicaties
- 1972, Zinsdelen, constituenten en zeer diepe struktuur, Assen : Van Gorcum.
- 1973, Nederlandse taalkunde, Utrecht [etc.] : Het Spectrum.
- 1973, Nederlandse grammatica, Groningen : Wolters-Noordhoff.
- 1975, Dietsch en volksch, Groningen : Tjeenk Willink.
- 1976, Presuppositie en syntaxis, Groningen : Tjeenk Willink.
- 1978, Methodologie en taalwetenschap, Utrecht [etc.] : Het Spectrum.
- 1984, Algemene Nederlandse Spraakkunst, Groningen : Wolters-Noordhoff (red.)
- 1991, Wij melden u den nieuwen tijd : een beschouwing van het woordgebruik van de Nederlandse nationaal-socialisten, 's-Gravenhage : SDU.
- 1997,  Geschiedenis van de Nederlandse taal, Amsterdam : Amsterdam University Press.

## Over M.C. van den Toorn
- Maarten Klein: 'Levensbericht Maarten Cornelis van den Toorn'. In: Jaarboek van de Maatschappij der Nederlandse Letterkunde 2018-2019, p.163-171